# Пустельний вершник (фільм)
Пустельний вершник (англ. The Desert Rider) — американський вестерн режисера Ніка Грінда 1929 року.

## У ролях
- Тім МакКой — Джед Тайлер
- Ракель Торрес — Долорес Альварадо
- Берт Роач — брат Бернардо
- Едвард Коннеллі — падре Квінтада
- Гаррі Вудс — Вільямс
- Джесс Кевін — Чорний Бейлі
- Джим Корі — Бандит Шорті
- Бак Молтон — Гельнчмен